# Transtage

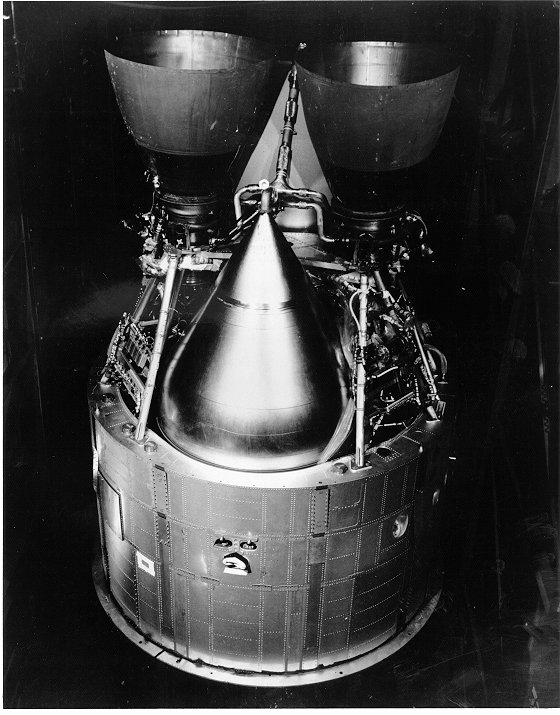
O Transtage do Titan III

O Transtage, ao qual foi dada a designação de SSB-10A pela Força Aérea dos Estados Unidos, foi um estágio superior usado nos foguetes Titan IIIA, desenvolvido pela Martin Marietta e pela Aerojet.

## Características
Essas são as características do Transtage:
- Massa na decolagem:	12,24 toneladas
- Massa vazio: 1,95 toneladas
- Altura: 4,5 m
- Diâmetro: 3 m
- Empuxo: 71,17 kN
- Tempo de combustão: ~440 s
- Motor: 2 × AJ10-138 ou 2 × AJ10-138A[1]